# Rutsche (Bergbau)

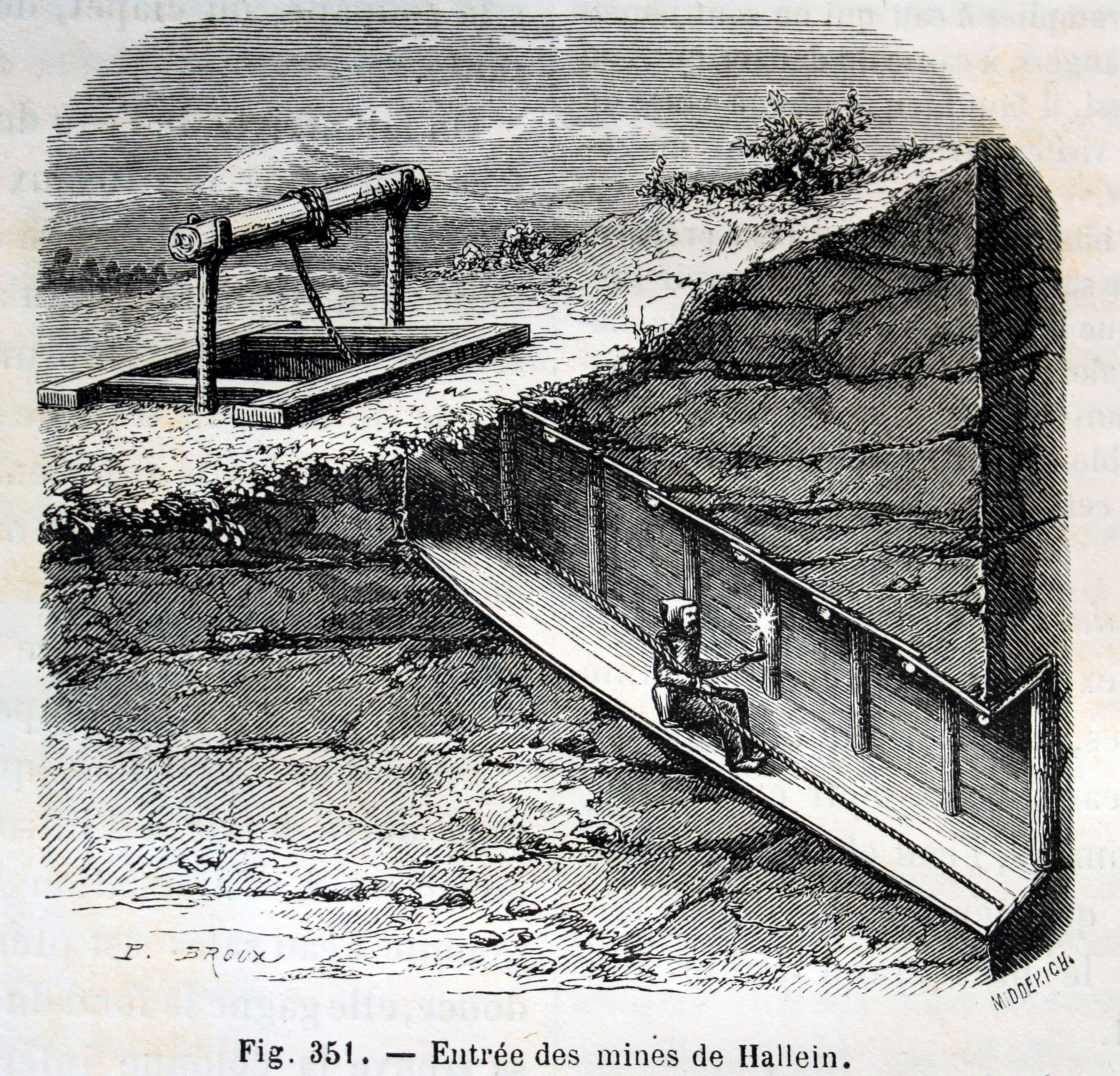
Prinzipzeichnung einer Rutsche

Als Rutsche , Rutschbahn, Rolle oder aber auch Rollenfahrt, bezeichnet man im Bergbau eine Konstruktion, die aus geneigten Ebenen besteht und zum Einfahren genutzt wird. Eingesetzt werden diese Rutschen in Steinsalzbergwerken, insbesondere in den österreichischen und bayrischen Bergwerken, beispielsweise in den Salzbergwerken von Ischl und Berchtesgaden. Aber auch zur Fahrung in Pingenbauen wurden Rollen verwendet.

## Aufbau
Die Rutsche besteht aus zwei parallel zueinander verlegten runden Holzstämmen. Diese Stämme werden, damit sie zur Fahrung genutzt werden können, mittels Hobel so bearbeitet, dass sie sehr glatt sind. Diese beiden Hölzer bezeichnet der Bergmann jeweils als Gleitbaum, Sitzbaum oder Rutschbaum. Die beiden Gleitbäume haben zueinander einen Abstand von einem Fuß. Neben diesen Rutschen mit zwei Gleitbäumen gibt es auch Rutschen mit nur einem Gleitbaum. Die Gleitbäume werden, je nach örtlicher Gegebenheit, mit einer Neigung von 22,5 bis 45 Gon auf dem Liegenden angebracht. Die Rutsche wird so konstruiert, dass sie sich nach unten hin verflacht. Dies ist erforderlich, damit die Geschwindigkeit verringert wird. Zwischen die beiden Rutschbäume wird ein am oberen und unteren Ende am Stoß befestigtes Seil verlegt, welches nicht fest gespannt sein darf. Dieses Seil hat einen Durchmesser von 26 Millimetern und dient während der Fahrung als Handseil. Rechts und links neben den Rutschbäumen sind Vertiefungen als Raum für die Füße des Fahrenden vorhanden. Damit die Bergleute auch wieder über dieselben Grubenbaue ausfahren können, werden neben der Rutsche Stiegen montiert. In regelmäßigen Abständen befinden sich Ruhebühnen.

## Nutzung

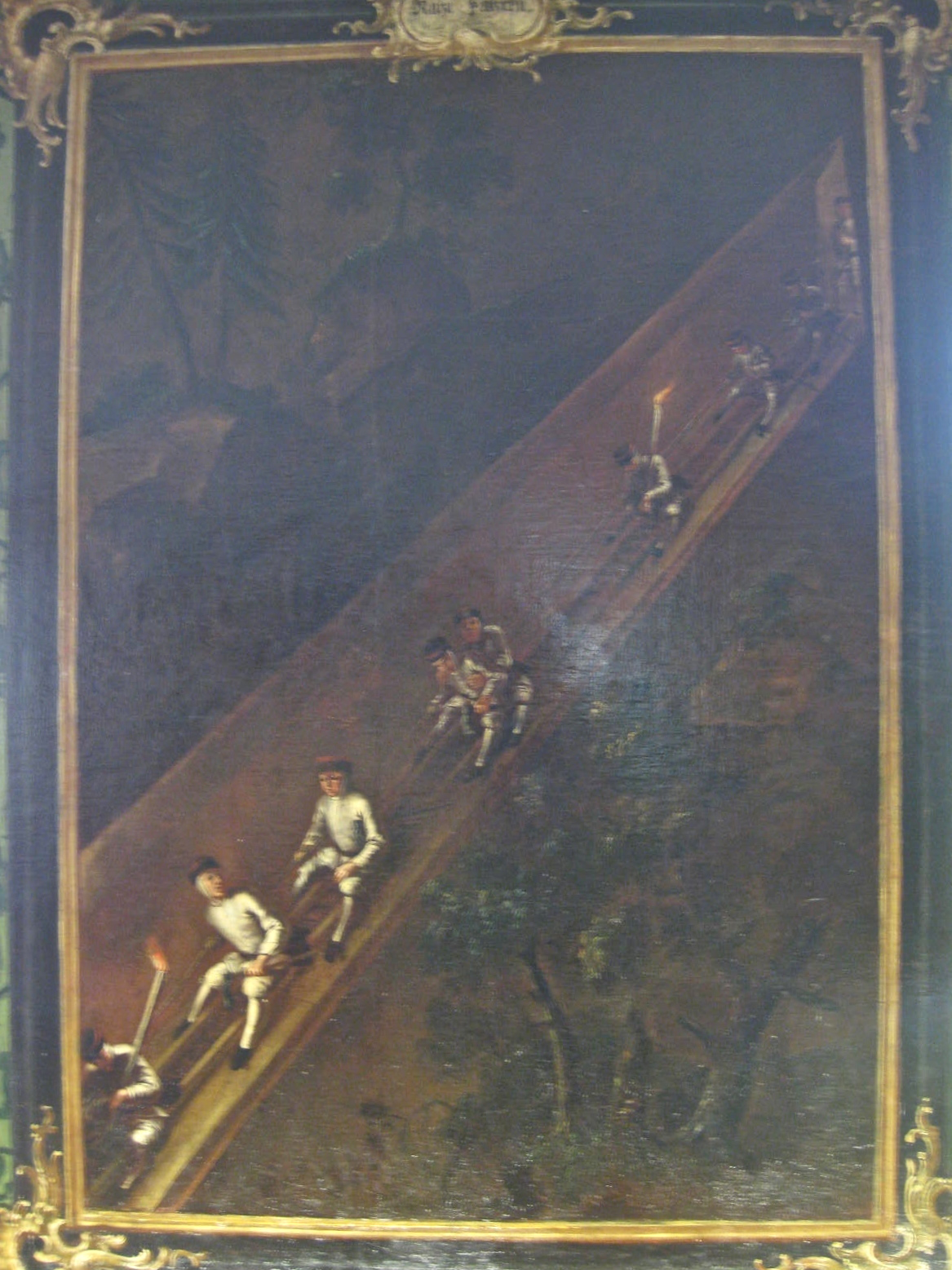
Nutzung der Rutsche im Salzbergwerk Hallein

Um die Rutsche zur Fahrung nutzen zu können, setzt sich der Bergmann mit gespreizten Beinen auf die Rutschbäume. Mit einer Hand hält er sich an dem Seil fest. Zu diesem Zweck trägt er an der rechten Hand einen ledernen Handschuh. Dann lässt er sich auf den Gleitbäumen sitzend nach unten gleiten. Will er während des Herabgleitens seine Geschwindigkeit verringern, so lehnt er seinen Oberkörper nach hinten über. Mit dem Lederhandschuh kann er, je nach Griff, ebenfalls die Geschwindigkeit regulieren. Ist die Oberfläche der Gleitbäume feucht, wird die Fahrt aufgrund der Reibung verzögert. Die Einfahrt wird mit der Rutsche erleichtert und benötigt nur wenig Zeit. Allerdings ist die Fahrt auf der Rutsche nicht ganz ungefährlich.